# Like It's Christmas
«Like It's Christmas» es una canción navideña escrita e interpretada por el grupo estadounidense Jonas Brothers. La canción se lanzó el día 8 de noviembre de 2019 a través de Republic Records.

## Antecedentes y composición
El grupo anunció el nombre de la canción y la fecha de lanzamiento el 4 de noviembre de 2019. La canción no es el primer villancico que estrena la banda, anteriormente ya habían lanzado «Girl of my dreams» para Disney Channel Holiday (2007) y «Joyful Kings» para el álbum recopilatorio navideño All Wrapped Up (2008).
La pista fue escrita por Nick Jonas, Joe Jonas, Kevin Jonas, Freddy Wexler, Gian Stone, Jason Evigan y Annika Well, mientras que la producción fue llevada a cabo por Ryan Tedder Mike Elizondo, Evigan, Wexler y Stone. Para Holle Actaman Becker de la revista Elite Daily la letra alegre de la pista trata de «cómo pasar tiempo con la persona que amas, hace que parezca la época feliz de Navidad».
El villancico combina ritmos y sonidos navideños con los típicos temas de la banda, mientras avanza la pista se va sintiendo los instrumentos de los Jonas y cuando acaba, se escuchan las trompetas y las campanas que hacen a las personas proyectarse a la noche de Navidad.

## Lista de ediciones
Descarga digital
| N.º | Título                         | Duración |  |
| 1.  | «Like It's Christmas» (single) | 3:20     |  |

## Créditos y personal
Créditos adaptados de Genius.
- Joe Jonas – Composición, voz
- Nick Jonas – Composición, voz, bajo
- Kevin Jonas – Composición, guitarra
- Jason Evigan – Composición, guitarra, producción vocal
- Gian Stone – Composición, guitarra, producción vocal, programación, piano
- Freddy Wexler – Composición, producción vocal
- Annika Wells – Composición
- Jack Lawless – Batería
- Mike Elizondo – Bajo, guitarra
- Ben Rice – Guitarra
- Wayne Bergeron – Trompeta
- Gary Grant – Trompeta
- Bill Reichenbach – Trombón
- Daniel Higgins – Saxofón
- Serban Ghenea – Mezcla
- John Hanes – Ingeniería de mezcla
- Randy Merrill – Maestro de ingeniería
- Nick Blount – Piano
- Kurt Thum – Piano

## Posicionamiento en listas
| Listas (2019-2020)                     | Mejor posición |
| -------------------------------------- | -------------- |
| Alemania (Media Control Charts)        | 74             |
| Austria (Ö3 Austria Top 40)            | 61             |
| Bélgica (Ultratop) Flanders            | 18             |
| Canadá (Canadian Hot 100)              | 60             |
| Canadá Hot AC (Billboard)              | 2              |
| Corea del Sur (Gaon)                   | 151            |
| Estados Unidos (Billboard Hot 100)     | 44             |
| Estados Unidos (Adult Contemporary)    | 1              |
| Estados Unidos (Adult Top 40)          | 32             |
| Estados Unidos Holiday 100 (Billboard) | 18             |
| Estados Unidos (Rolling Stone Top 100) | 13             |
| Hungría (Single Top 40)                | 17             |
| Irlanda (IRMA)                         | 63             |
| Nueva Zelanda Hot Singles (RMNZ)       | 12             |
| Países Bajos (Dutch Top 40)            | 24             |
| Países Bajos (Single Top 100)          | 83             |
| Suecia Heatseeker(Sverigetopplistan)   | 61             |
| Suiza (Schweizer Hitparade)            | 71             |

## Historial de lanzamiento
| País   | Fecha                  | Formato                     | Discográfica     | Ref    |
| ------ | ---------------------- | --------------------------- | ---------------- | ------ |
| Varios | 8 de noviembre de 2019 | Descarga digital, Streaming | Republic Records | [ 12 ] |